# Pelourinho
Pelourinho es un barrio de la ciudad de Salvador, capital del Estado de Bahía, Brasil. Se encuentra en el centro histórico, que se caracteriza por su bien preservada arquitectura colonial barroca portuguesa, que le permite formar parte del Patrimonio Histórico de la Unesco. Recibe su nombre por la picota (en portugués pelourinho) que se ubicaba en el barrio.

## Historia

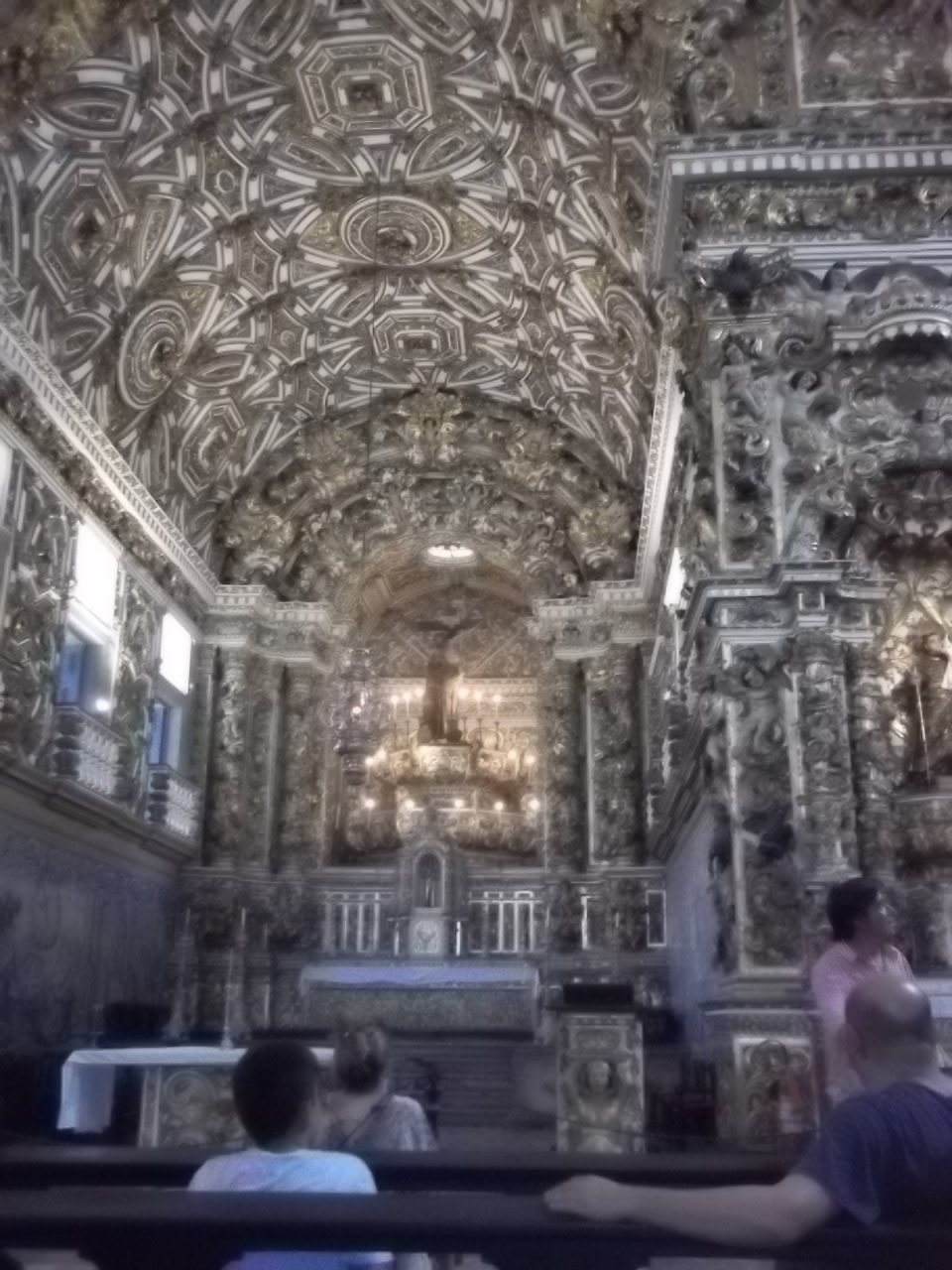
Interior de la magnífica iglesia barroca de San Francisco, en Salvador de Bahía. Los decorados no son de oro, sino que pertenecen al llamado "dorado a la hoja".

La historia del barrio está íntimamente ligada a la historia de la propia ciudad, fundada en 1549 por Tomé de Sousa, primer gobernador general de Brasil (cuando Juan III de Portugal era el monarca reinante), que escogió el lugar donde se localiza el pelourinho por su ubicación estratégica -a lo alto, cerca del puerto y de la región comercial y con una barrera natural constituida por una elevación abrupta del terreno, verdadera muralla de hasta 90 metros de altura por 15km de extensión- facilitando la defensa de la ciudad.
Era un barrio eminentemente residencial, donde se concentraban las mejores casas, hasta principios del siglo XX. A partir de la década de 1960, el Pelourinho sufrió un fuerte proceso de degradación, con la modernización de la ciudad y la transferencia de actividades económicas a otras regiones de la capital bahiana, lo que transformó la zona del centro histórico en un antro de prostitución y marginalidad.
En la década de 1980 (con el reconocimiento del lugar como patrimonio de la humanidad por la Unesco) y en la década de 1990 (con la revitalización de la región del centro histórico, a partir de la expropiación de viviendas por parte del Estado y la puesta en valor de fachadas y edificios.), el Pelourinho se transformó en lo que es hoy: un importante polo cultural de la ciudad de Salvador.

## Localización

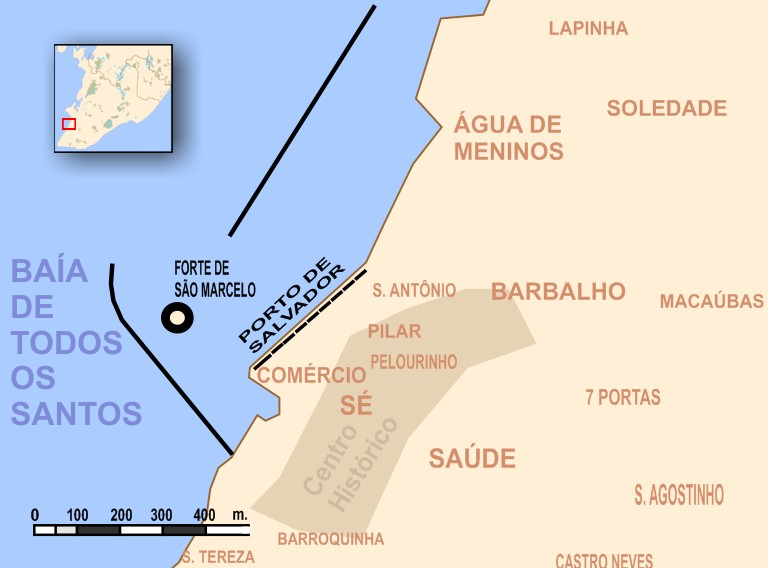
Detalle del mapa de Salvador, mostrando su Centro Histórico y áreas adyacentes, donde está el Pelourinho.

Limita al norte con los barrios de Pilar, Santo Antônio y Barbalho, al sur con Sé y Saúde, al este con Comércio y al oeste con Sete Portas. Sus calles son inclinadas, estrechas y adoquinadas.
En el Pelourinho, se encuentran las sedes de varias organizaciones, tales como:
- Casa de Jorge Amado
- Grupo Gay da Bahia
- Instituto del Patrimonio Artístico y Cultural (IPAC).